# Милые маленькие обманщицы
Tatlı Küçük Yalancılar («Милые маленькие обманщицы») — турецкий психологический триллер, драматический сериал, созданный O3 Media и впервые показанный 6 июля 2015 года на турецком канале Star TV. Сериал является адаптацией популярного подросткового телесериала «Милые обманщицы».

## Сюжет
Сериал начинается с того, что пятеро подруг (Аслы, Селин, Ханде, Эбру и Ачелия) проводят вечер за просмотром фильма ужасов. На следующий день выясняется, что Ачелия бесследно исчезла.
Проходит год. Девушки живут своей новой жизнью и почти не общаются друг с другом. Внезапно, Ачелию находят мёртвой, похороненной в саду своего дома, а её подругам начинают приходить странные сообщения. Некий «А» начинает угрожать всем четверым, шантажируя девушек их же секретами, которые могла знать только Ачелия. Теперь они вынуждены играть по его правилам, пока не выяснят кто им угрожает.

## В ролях
| Актёр                    | Персонаж     | Персонаж в оригинальном сериале | 1 сезон |
| ------------------------ | ------------ | ------------------------------- | ------- |
| Шюкрю Озиылдыз           | Эрен         | Эзра Фитц                       | 13      |
| Бенсу Сорал              | Аслы         | Ария Монтгомери                 | 13      |
| Бюшра Девели             | Селин        | Спенсер Хастингс                | 13      |
| Мелиса Шенолсун          | Ханде        | Ханна Мэрин                     | 13      |
| Дилан Чичек Дениз        | Эбру         | Эмили Филдс                     | 13      |
| Бесте Кёкдемир           | Ачелия       | Кортни ДиЛаурентис (в книге)    | 13      |
| Бесте Кёкдемир           | Акасья       | Элисон ДиЛаурентис (в книге)    | 13      |
| Бурак Дениз              | Топрак       | Тоби Кавано                     | 13      |
| Альперен Дуймаз          | Джесур       | Джейсон ДиЛаурентис             | 13      |
| Мерве Чагиран            | Жансет       | Дженна Маршалл                  | 12      |
| Тюлай Гюнал              | Вильдан      | Вероника Хастингс               | 11      |
| Джунейт Узунлар          | Полат        | Питер Хастингс                  | 7       |
| Мехмет Озан Долунай      | Барыш        | Калеб Риверс                    | 13      |
| Дениз Джан Акташ         | Сечкин       | Шон Эккард                      | 13      |
| Каан Йылмаз              | Ильгаз       | Рен Кингстон/Иэн Томас          | 11      |
| Ольгун Текер             | Гювен        | Гаррет Рейнольдс                | 12      |
| Эсра Рушан               | Мелиса       | Мелисса Хастингс                | 11      |
| Альмила Улуэр Атабейоглу | Эмель        | Элла Монтгомерри                | 8       |
| Кубилай Тунчер           | Бахадыр      | Байрон Монтгомерри              | 8       |
| Озге Озакар              | Мюге         | Мона Вондервол                  | 10      |
| Гёкче Янардаг            | Асуман       | Эшли Мэрин                      | 12      |
| Дениз Хамзаоглу          | Шериф Тунали | Даррен Уилден                   | 12      |
| Исиль Дайоглу            | Мунивер      | Джессика ДиЛаурентис            | 6       |